# Черненко, Анатолий Михайлович
Анатолий Михайлович Черненко (29 апреля 1926, с. Яблуновка (ныне Прилукского района Черниговской области Украины) — 27 октября 2000) — украинский советский учёный-историк, педагог, профессор (1972), доктор исторических наук. Ректор ряда вузов на Украине.

## Биография
Участник Великой Отечественной войны.
Выпускник Львовского государственного университета им. И. Франко (1950). После окончания оставлен на преподавательской работе в университете, избирался заместителем секретаря парткома этого же вуза (1950). В 1951—1960 гг. — ассистент, старший преподаватель. В 1958 году защитил кандидатскую диссертацию, доцент — с 1959 года.

## Научно-педагогическая деятельность
В 1960 году возглавил Дрогобычский государственный педагогический институт имени Ивана Франко (ныне Дрогобычский государственный педагогический университет имени Ивана Франко). Заведующий кафедры марксизма-ленинизма.
В 1961 году Президиум Верховного Совета СССР за плодотворную педагогическую, научную и общественно-политическую деятельность наградил А. М. Черненко Орденом Трудового Красного Знамени.
Более трёх лет возглавлял городское отделение общества «Знание».
В 1968 году был переведён на должность ректора Запорожского государственного педагогического института (ныне Запорожский национальный университет). В 1968—1976 гг. — ректор Запорожского государственного университета. Сыграл главную роль в организации исторического факультета вуза.
В 1976—1980 — профессор кафедры истории КПСС, 1977—1987 — декан исторического факультета, 1980—1990 — заведующий кафедры истории КПСС, 1990—1995 — профессор кафедры политической истории (с 1992 года — кафедра украинской истории и этнополитики) Днепропетровского государственного университета.
Профессор А. М. Черненко оставил многогранное научное наследие. Его перу принадлежит более 300 научных работ, среди которых — 5 монографических исследований, более 250 научных статей. За время педагогической деятельности воспитал 27 кандидатов и 2 доктора наук.

## Избранные публикации
- «В. І. Ленін і закордонні більшовицькі організації» (1969)
- «Устные публичные выступления В. И. Ленина в эмиграции (1900-март 1917 г.)» (1988)
- «Российская революционная эмиграция в Америке (конец ХІХ-1917 г.)» (1989)
- «В. В. Косиор» (1990)
- «В. И. Ленин и заграничные большевистские организации в годы реакции и нового революционного подъёма (1907—1914 гг.)»
- «Українська національна ідея» (1994).